# 나츠메 우인장: 세상과 연을 맺다
《나츠메 우인장: 세상과 연을 맺다》(영어: Natsume Yujin-cho the Movie: Ephemeral Bond)은 2018년 9월에 개봉한 일본의 애니메이션, 드라마 영화이다.
 오오모리 타카히로와 이토 히데키가 감독을 무라이 사다유키가 각본을 맡았다.
 일본은 2018년 9월 29일에 대한민국은 2018년 10월 31일에 개봉되었다.

## 줄거리
다정하고, 애처로운, 거짓말을 했다.

아름답고 덧없는 인간과 요괴의 이야기

할머니에게 물려받은 [우인장] 덕분에 인간과 요괴들 사이에서 바쁜 나날을 보내고 있는 나츠메.

어느 날 옆 마을에 수상한 요괴가 숨어들었다는 소식을 들은 나츠메는

야옹 선생과 함께 마을을 살펴보고 돌아온다.

하지만 그 틈을 타 따라온 수상한 요괴는 나츠메의 집 마당에서

하룻밤 사이에 나무가 되어 열매를 맺고,

자신을 닮은 열매를 먹어버린 야옹 선생은 무려 세 마리로 늘어나버리는데…!?

## 출연진
- 카미야 히로시 - 나츠메 타카시 역
- 이노우에 카즈히코 - 야옹 선생, 마다라 역
- 코바야시 사나에 - 나츠메 레이코 역
- 시마모토 스미 - 츠무라 요리에 역
- 코라 켄고 - 츠무라 무쿠오 역
- 무라세 아유무 - 유우키 다이스케 역
- 이토 미키 - 후지와라 토우코 역
- 이토 에이지 - 후지와라 시게루 역
- 호리에 카즈마 - 타누마 카나메 역
- 사토 리나 - 타키 토오루 역
- 키무라 료헤이 - 니시무라 사토루 역
- 스가누마 히사요시 - 키타모토 아츠시 역
- 사와시로 미유키 - 사사다 준 역
- 이시다 아키라 - 나토리 슈이치 역
- 유키노 사츠키 - 히이라기 역